# Xilam
La Xilam è una casa di produzione francese, fondata da Marc du Pontavice  e sua moglie Alix du Pontavice il 5 agosto 1999, acquisendo l'archivio e i diritti della Gaumont, precedente realtà di produzione televisiva sempre proprietà dello stesso Marc.

## Prodotti

### Serie animate
- Highlander (1994-1996)
- Le magiche Ballerine Volanti (1996)
- Sulle ali dei Dragon Flyz (1996-1997)
- Magician - La giustizia non è un trucco (1997)
- Space Goofs - Vicini, troppo vicini!  (1997-2006)
- Oggy e i maledetti scarafaggi (1998-2019)
- Le nuove avventure di Lucky Luke (2001-2003)
- Cartouche, prince des faubourgs (2001-2002)
- Ratti matti (2003-2006)
- Frog (2003)
- Tupu (2005)
- Shuriken School (2006)
- Rantanplan (2006-2007)
- Rahan (2007)
- Un pizzico di magia (2008-2018)
- Signor Baby (2009)
- Zig & Sharko (2010-2024)
- I Dalton (2010-2015)
- Floopaloo (2011-2014)
- E tu che ne pensi? (2013)
- Hubert e Takako (2013-2015)
- Flash con i Ronks (2016-2017)
- Paprika (2017-2019)
- Dov'è Chicky (2019-in corso)
- Jelly jam (2019)
- Mr. Magoo (2019-in corso)
- Un idolo nel pallone (2020)
- Le fantastiche avventure di Moka (2020-2022)
- Boom e pimento (2020-in corso)
- De gaulle at the beach (2020-2022)
- Le avventure di Lupin (2021)
- Atletichus (2019-2020)
- Cip e Ciop - Al parco (2021-in corso)
- Tangranimals (2021)
- Oggy Oggy (2021-2023)
- Le avventure di Bernie (2021-in corso)
- Oggy e i maledetti scarafaggi: Next Generation (2021)
- Karate Sheep (2022-in corso)
- Pifffrati (2022)
- Wild life city (2022-2023)
- Ragazzi ormai è tardi (2022-2024)
- Space hams (2023)
- La mia vita a versailles (2024)
- Buddy bot (2024-in corso)
- I doomies (2024)
- Il cespuglio degli dei (2024)
- Piggy builders (2025)
- Lucy perduta (2025-in corso)
- Submarine jim (2026-in corso)
- Go flash (TBA)
- Gemma e i suoi difensori (TBA)
- Phil & Sophua (TBA)
- La corsa (TBA)
- Maryland street (TBA)

### Film d'animazione
- Highlander l'avventura inizia (1996)
- Dragon flyz la leggenda inizia (1997)
- La profezia di kaena (2003)
- Lucky Luke e la più grande fuga dei Dalton (2007)
- Oggy e i maledetti scarafaggi - il film (2014)
- Dov'è il mio corpo? (2019)
- Il migrante (2024)
- Lucy perdutai il film (2026)
- Il lupo (TBA)

### Videogiochi
- Stupid invaders (basato su Space Goofs - Vicini troppo vicini!)
- Oggy (basato su Oggy e i maledetti scarafaggi)
- Zig & Sharko Pixel Run (basato su Zig & Sharko)